# Place Arago (Perpignan)
Pour les articles homonymes, voir Arago.
La place Arago est une place située à Perpignan, chef-lieu des Pyrénées-Orientales.

## Situation et accès
La place Arago est un lieu d'échanges situé quartier Saint-Jean, entre les rues de la vieille ville et les quais ou le quartier des Dames de France.

## Origine du nom
La place honore François Arago, né dans les Pyrénées-Orientales et qui a fait ses études secondaires au collège communal de Perpignan.

## Historique

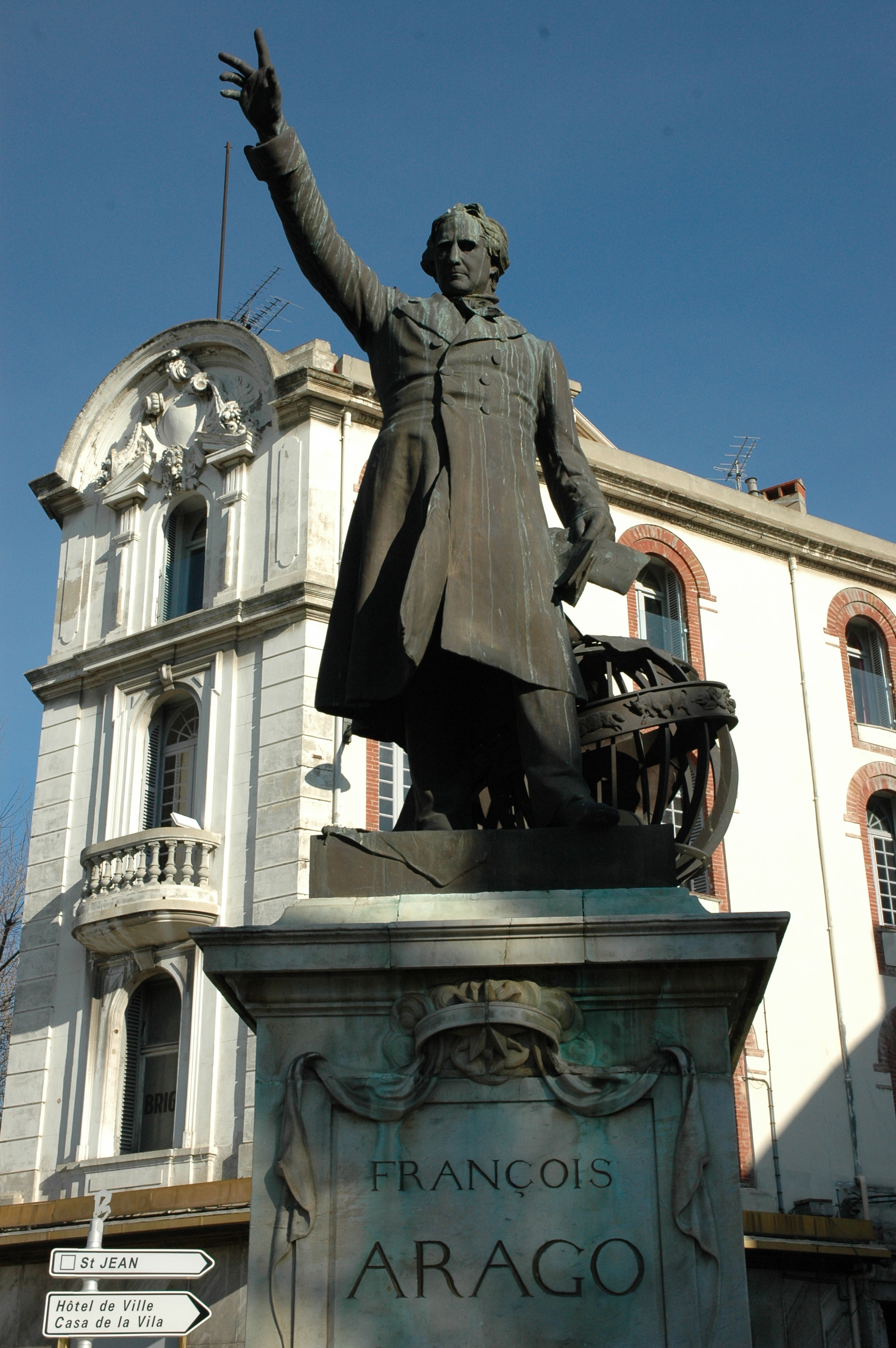
Statue, place Arago.

Au XVe siècle, le terrain vague était appelé « la rambla », peu avant 1863 elle est nommée le « bastion des bourgeois » car elle était une promenade privilégiée des perpignanais. Ce n'est qu'en 1863 que la place tel qu'on l'a connait aujourd'hui est née, en 1876 la place prend le nom de « place Arago ». 
En 1879, une statue y fut mise, œuvre d'Antonin Mercié et le socle est de Paul Pujol, architecte.